# بارون‌تورون
شهرستان بارون‌تورون (به زبان مغولی: Баруунтуруун сум، [Baruunturuun sum]؛ ᠪᠠᠷᠠᠭᠤᠨ ᠲᠤᠷᠤᠭᠤᠨ ᠰᠤᠮᠤ، [baraɣun toruɣun sumu]) یک شهرستان (سُوم) در مغولستان است که در استان اوفس واقع شده‌است. بارونتورون ۲٬۷۵۲ نفر جمعیت دارد و ۱٬۲۳۲ متر بالاتر از سطح دریا واقع شده‌است.

## تقسیمات اداری
شهرستان بارون‌تورون متشکل از ۴ قصبه (باغ) می‌باشد، شامل:
- بایان‌آیراغ (مغولی: Баян айраг баг، [Bajan ajrag bag]؛ ᠪᠠᠶ᠋ᠠᠨ ᠠᠶᠢᠷᠠᠭ ᠪᠠᠭ، [bayan ayiraɣ baɣ])
- تورون (مغولی: Туруун баг، [Turuun bag]؛ ᠲᠤᠷᠤᠭᠤᠨ ᠪᠠᠭ، [toruɣun baɣ])
- جون‌تورون (مغولی: Зүүн туруун баг، [Züün turuun bag]؛ ᠵᠡᠭᠦᠨ ᠲᠤᠷᠤᠭᠤᠨ ᠪᠠᠭ، [jegün toruɣun baɣ])
- شاند (مغولی: Шанд баг، [Šand bag]؛ ᠱᠠᠩᠳᠠ ᠪᠠᠭ، [šaŋda baɣ])